# Cantharini
Cantharini es una tribu de coleóptero, perteneciente a la superfamilia Elateroidea, familia Cantharidae, subfamilia Cantharinae.

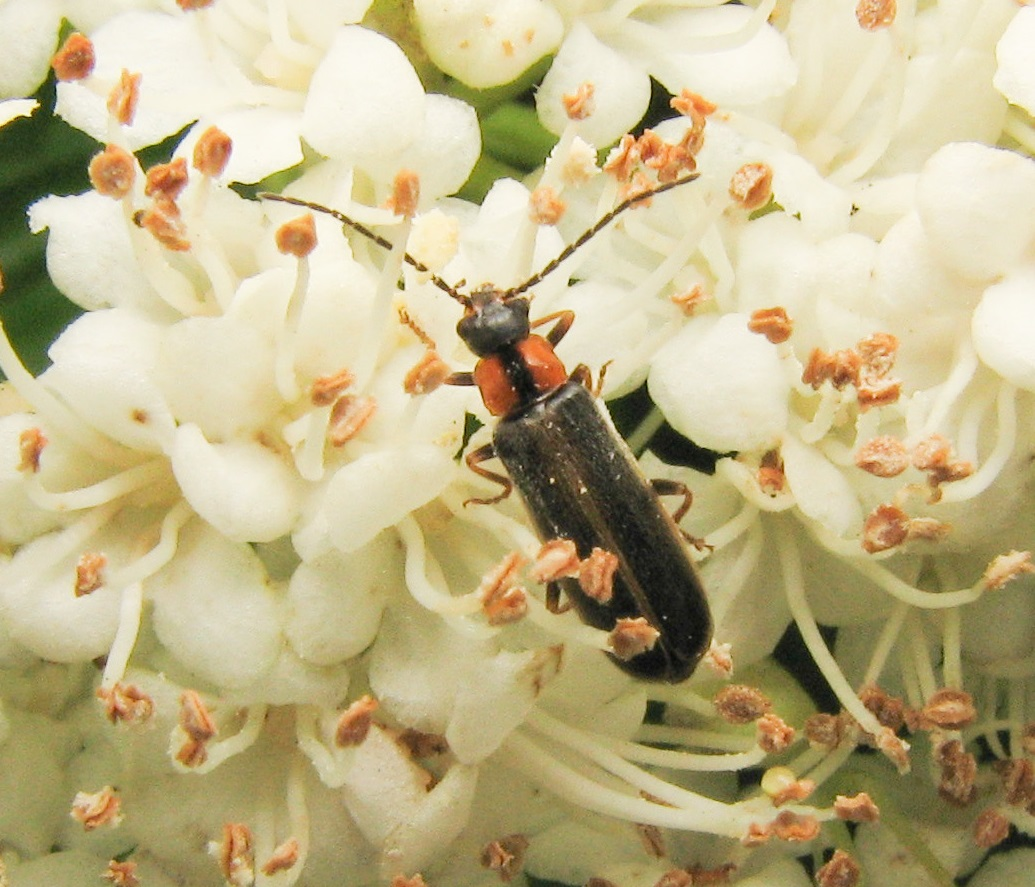
Rhagonycha recta

## Géneros
- Ancistronycha
- Armidia
- Atalantycha
- Athemus
- Boveycantharis
- Cantharis
- Cantharomorphus
- Cordicantharis
- Cratosilis
- Cultellunguis
- Cyrtomoptera
- Metacantharis
- Occathemus
- Pakabsidia
- Podistra
- Rhagonycha
- Rhaxonycha
- Sinometa
- Themus